# Emma Chelius
Pour les articles homonymes, voir Chelius.
Emma Chelius, née le 2 août 1996 à Westville, est une nageuse sud-africaine.

## Carrière
Aux Jeux africains de 2019 à Casablanca, Emma Chelius remporte quatre médailles d'or, sur les relais 4 x 100 mètres nage libre, 4 x 100 mètres nage libre mixte, 4 x 100 mètres quatre nages et 4 x 100 mètres quatre nages mixte ainsi que trois médailles de bronze, sur 50 et 100 mètres nage libre et sur 50 mètres papillon.
Après avoir battu le record d'Afrique du Sud en séries du 50 mètres nage libre aux Jeux olympiques d'été de 2020 à Tokyo, elle est éliminée en demi-finales de la compétition.

## Famille
Elle est l'épouse du nageur Troyden Prinsloo.